# Stronghold 3
Stronghold 3 és un joc d'estratègia en temps real desenvolupat per Firefly Studios i publicat per SouthPeak Games el 2011. El joc és el sisè de la sèrie després de diversos spin-offs, així com un MMORTS. Continua la seqüela de Stronghold, llançat el 2001, i Stronghold 2, llançat el 2005. A diferència dels jocs anteriors de la sèrie, que van ser publicats per Take-Two Interactive, el joc va ser publicat per SouthPeak Games.